# Görbitzhausen
Görbitzhausen ist ein Ortsteil der Stadt Arnstadt im Ilm-Kreis (Thüringen) mit 36 Häusern.

## Lage
Westlich des Ortes führen die Kreisstraße 2 und die Bundesautobahn 71 vorbei. Durch den Ort fließt die Wipfra. Der Kirchberg, eine Erhebung bei Görbitzhausen, ist eine Wiesenlandschaft mit einem Weg zur Kirche. Die dort stehende Linde wurde 1896 am 350. Geburtstag von Martin Luther gepflanzt. Südlich des Dorfes mündet die Mosser in die Wipfra. Die Mosser entspringt bei Reinsfeld auf der Haselkuppe und fließt durch Branchewinda bis Görbitzhausen.

## Geschichte
Erstmals erwähnt wurde der Ort 1186 anlässlich des Tauschs eines Wäldchens in „Gerbrechtishusen“. Bis 1918 gehörte der Ort zur Oberherrschaft des Fürstentums Schwarzburg-Sondershausen.
Am 1. August 1975 wurde der Ort in die Gemeinde Dannheim eingegliedert und mit dieser zusammen am 25. März 1994 in die neue Gemeinde Wipfratal umgegliedert. Am 1. Januar 2019 wurde Wipfratal nach Arnstadt eingemeindet.

## Politik
Die Arnstädter Ortsteile Branchewinda, Dannheim, Görbitzhausen und Roda haben eine gemeinsame Ortsteilverfassung gemäß § 45 Thüringer Kommunalordnung, sodass für alle vier Ortsteile ein gemeinsamer Ortsteilbürgermeister und Ortsteilrat zuständig ist.
Der ehrenamtliche Ortsteilbürgermeister ist seit 2019 Uwe Greßler, er wurde zuletzt bei den Kommunalwahlen in Thüringen am 26. Mai 2024 im Amt bestätigt. Zusammen mit sechs weiteren Mitgliedern bildet Greßler den Ortsteilrat.

## Kirche
Die Filialkirche des Pfarrbezirks Dannheim, „St. Johannis“, steht dominierend auf dem Kirchberg. Sie ist romanischen Ursprungs, aber von barockem Umbau geprägt. Sie wurde seit 1969 nicht mehr genutzt. 1969 fand hier die letzte Trauung statt, seitdem war die Kirche baulich gesperrt. In den letzten Jahren bekam das Dach ein neues Kleid, so dass sie jetzt äußerlich einen intakten Eindruck vermittelt. Seit 2004 finden in der Kirche wieder unregelmäßig Gottesdienste statt. Derzeit sollen „neue“ Fenster eingebaut werden, die schon in den 1980er Jahren bestellt und geliefert worden waren. Damals wurden sie nicht eingebaut, da die Kirche bautechnisch gesperrt wurde. Heute gibt es einen Widerspruch seitens der oberen Denkmalschutzbehörde in Erfurt.
In der Kirchenmauer sind Steine verarbeitet worden mit Jahreszahlen und Namen/Buchstaben, die auf die Entstehung hinweisen könnten. (Siehe Galerie)

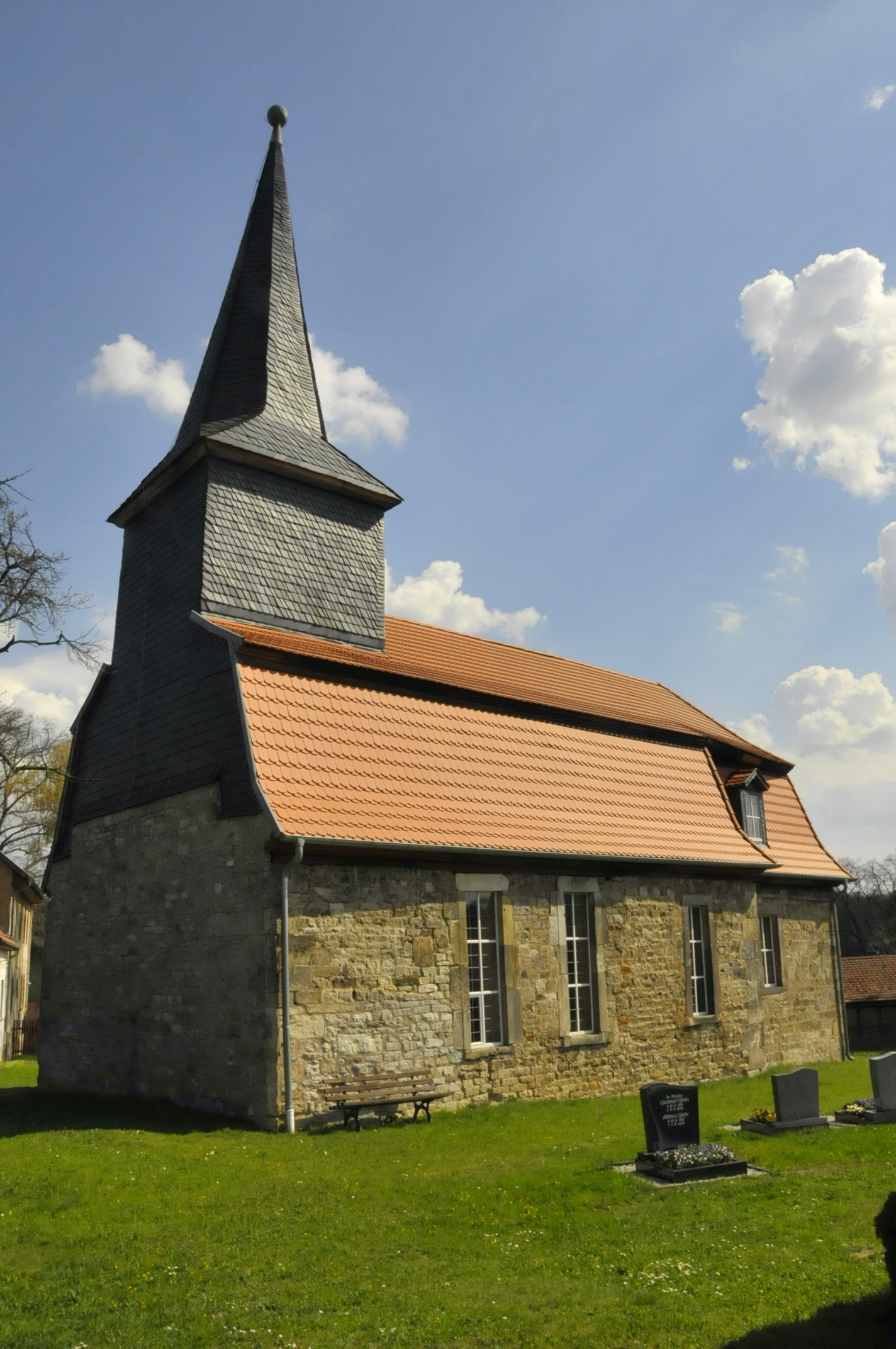
Kirche von Südwesten
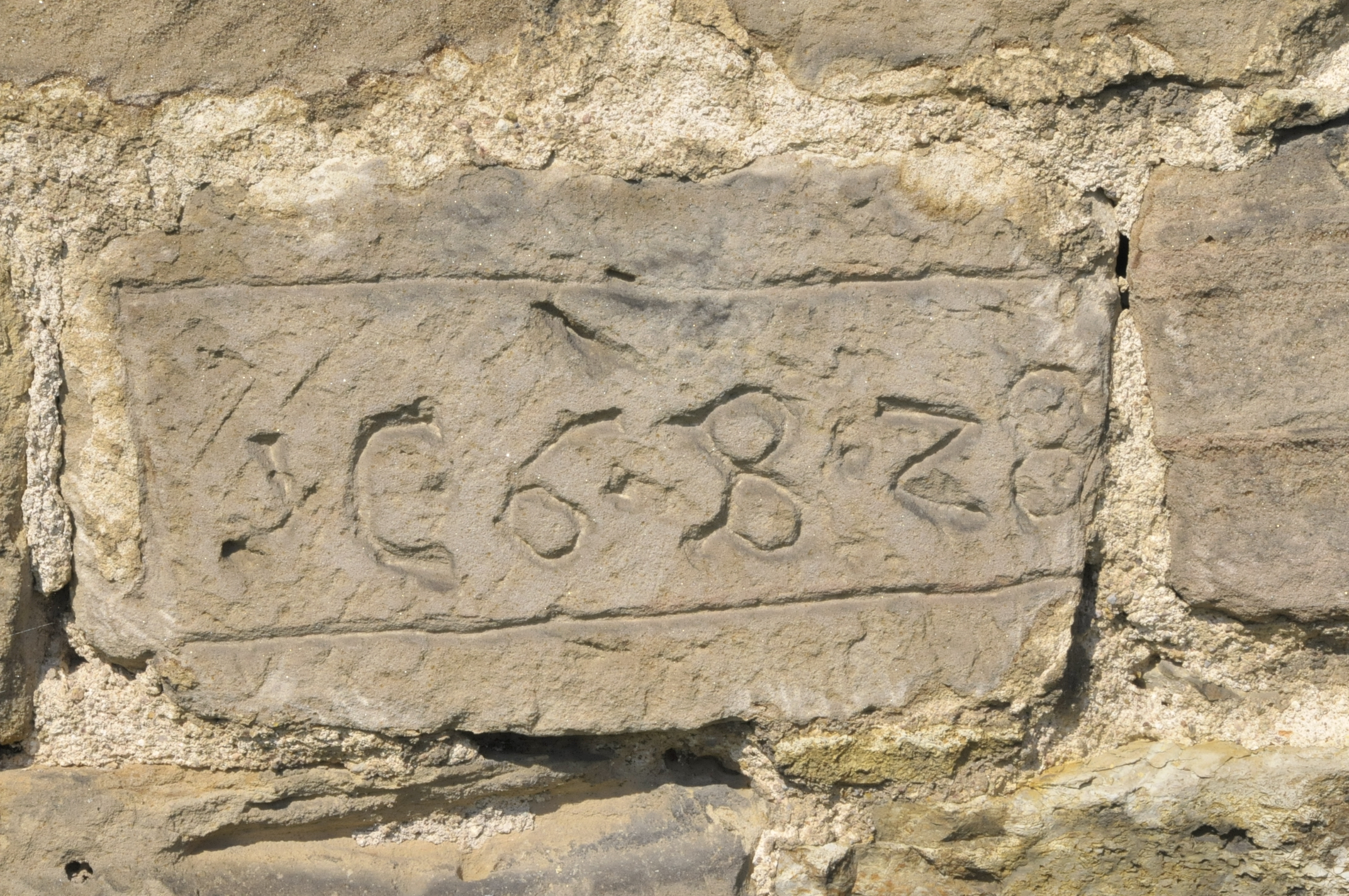
Mauerstein
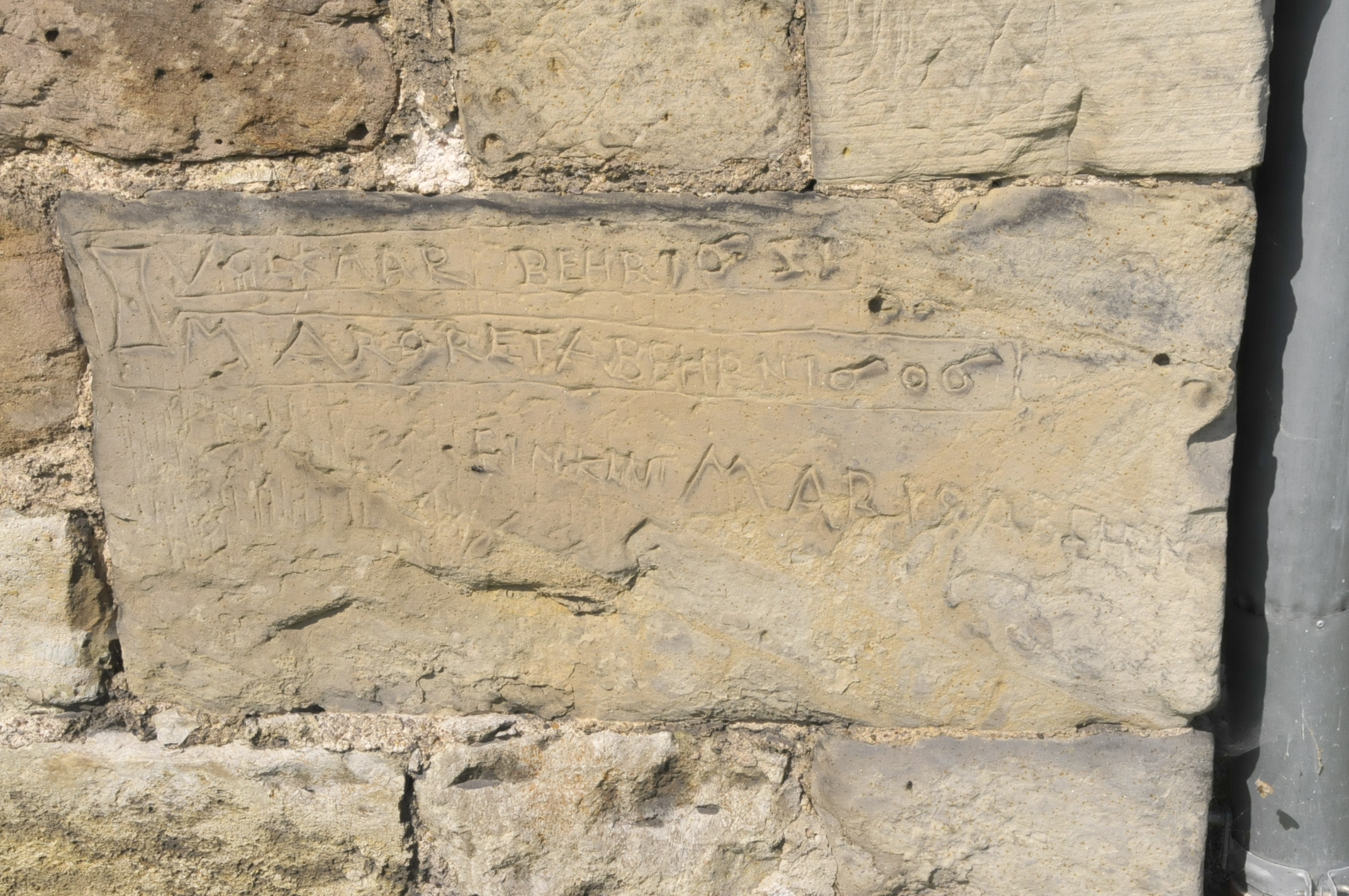
Mauerstein
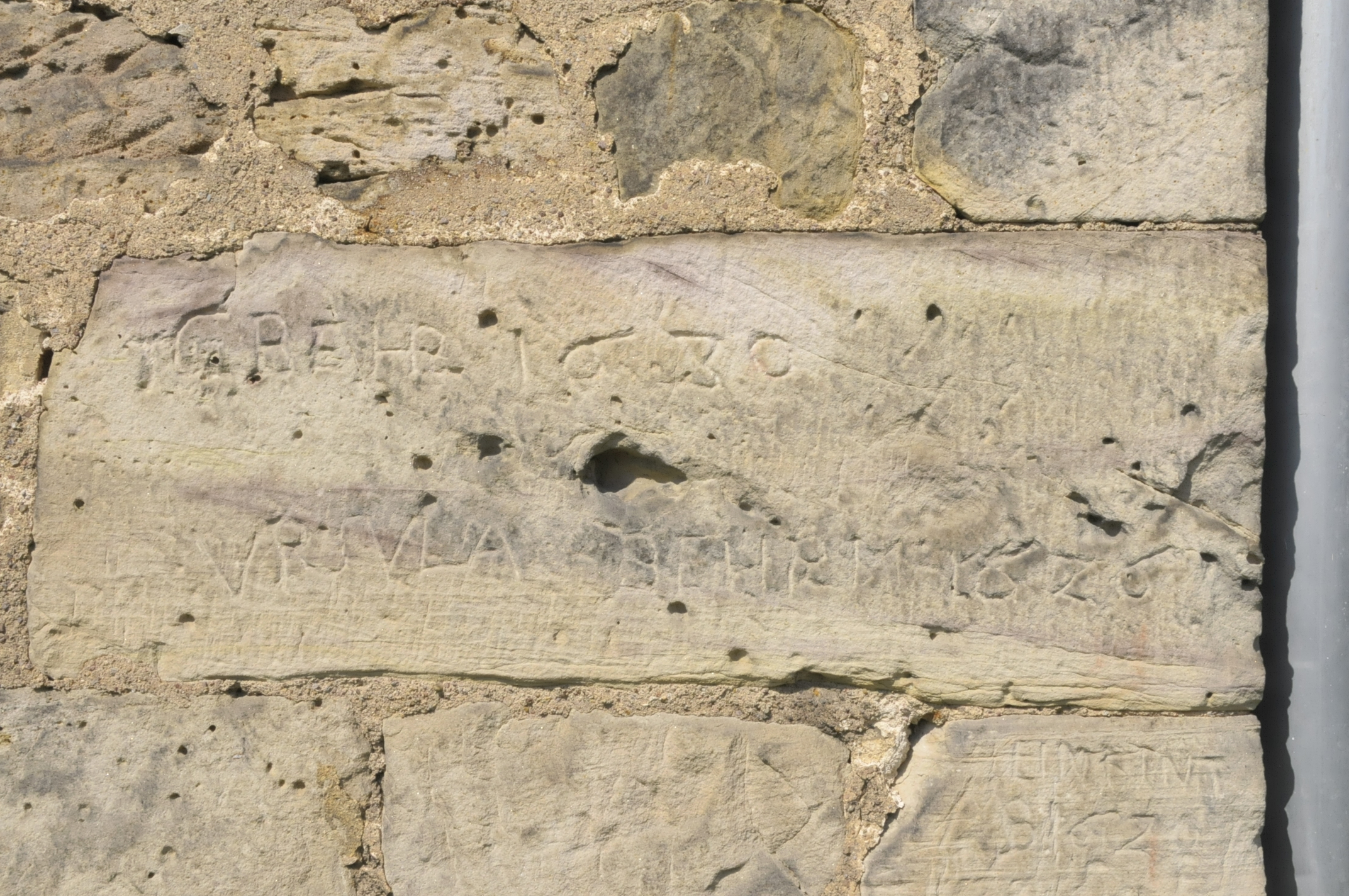
Mauerstein